# Die Wolken von Sils Maria
Die Wolken von Sils Maria ist ein Spielfilm von Olivier Assayas (Regie und Drehbuch) aus dem Jahr 2014. Die Hauptrollen spielen Juliette Binoche, Kristen Stewart und Chloë Grace Moretz.
Der Film war bei den Internationalen Filmfestspielen von Cannes für die Goldene Palme nominiert. Außerdem war er zum Midnight Sun Film Festival, Filmfest München, Toronto International Film Festival und New York Film Festival eingeladen und wurde mit dem Louis-Delluc-Preis und einem César ausgezeichnet.
Gedreht wurde in Leipzig, Berlin, Wolkenstein in Gröden und Sils Maria, der Kinostart in Deutschland war am 18. Dezember 2014.

## Handlung
Die Wolken von Sils Maria handelt von der alternden Schauspielerin Maria Enders, die in jungen Jahren durch ihre Hauptrolle in dem Theaterstück und Film Malojaschlange des Autors und Regisseurs Wilhelm Melchior berühmt wurde. Das Stück erzählt von zwei Frauen unterschiedlichen Alters namens Helena und Sigrid, die sich in ein kompliziertes Beziehungsgeflecht von erotischer Zuneigung, Abhängigkeit und Selbstbehauptung verwickeln, was schließlich mit dem Verschwinden der älteren Helena endet. Ob Helena Suizid begeht oder nur verschwindet, ist offen gehalten. Enders, die den Part der jüngeren Sigrid spielte und sich auch zwanzig Jahre später noch stark mit der Figur identifiziert, wird von dem bekannten Jung-Regisseur Klaus Diesterweg angefragt, in einer geplanten Wiederaufnahme nun die Rolle der Helena zu übernehmen. Für ihre damalige Rolle der Sigrid ist das blutjunge Hollywood-Starlet Jo-Ann Ellis vorgesehen, die gerade mit einem Science-Fiction-Film Premiere feiert und darüber hinaus immer wieder die Aufmerksamkeit von Boulevard-Presse und Sozialen Medien auf sich zu ziehen scheint. Enders steht dem Angebot von Diesterweg zunächst ablehnend gegenüber, nimmt es aber schließlich an.
In den Bergen von Sils Maria beginnt sie erste Textproben mit ihrer persönlichen Assistentin und Vertrauten Valentine, die den Part der Sigrid einliest. Enders hadert zunehmend mit der in ihren Augen schwächeren Figur der Helena und erwägt kurzzeitig, von ihrem Vertrag mit Diesterweg zurückzutreten. Weil dies jedoch nach Einschätzung ihres Anwalts sehr teuer werden würde, entschließt sie sich, das Projekt durchzuziehen und setzt die Textproben mit Valentine in den Schweizer Bergen fort. Die Arbeit an ihrer Figur gestaltet sich für Enders fortlaufend schwierig. Es spiegelt sich darin ihre eigene, konflikthafte Auseinandersetzung mit dem Älterwerden. Valentine, die etwa das Alter der jüngeren Figur hat und Enders die digitale Welt von Google, Youtube und Sozialen Medien näherzubringen versucht, sieht die Figur der Helena in einem deutlich positiveren Licht als Enders und bietet ihr alternative Auslegungen der Rolle an, worauf sich Enders jedoch nicht einlassen kann beziehungsweise will. Stattdessen googelt sie Jo-Ann Ellis und scheint zugleich befremdet und angezogen von ihr.
Das enge Verhältnis zwischen Enders und Valentine wird mit den Textproben an dem Theaterstück zunehmend angespannter. Ihre Auseinandersetzung mit der komplizierten Beziehung der beiden Frauenfiguren verstrickt sich mit ihrer eigenen Beziehung zueinander, Realität und Fiktion überlagern sich. Als sich die beiden zu einer Wanderung aufmachen, um die sogenannte Malojaschlange zu sehen, ein seltenes Wetterphänomen, nach dem das Theaterstück benannt ist, geraten sie in Streit über die Interpretation einer Szene, dieses Mal über das Ende des Theaterstücks: Während das „Verschwinden der Helena in den Bergen“ für Enders eine eindeutige Metapher für ihren Selbstmord darstellt, sieht Valentine darin ein offenes Ende, welches auch bedeuten kann, dass sie irgendwo anders ein neues Leben beginnt. Schließlich verschwindet die entnervte Valentine plötzlich und kehrt auch später nicht zu Enders zurück.
Der letzte Teil des Films setzt einen Tag vor Probenbeginn der Malojaschlange in London ein. Maria Enders trifft sich mit dem Regisseur Klaus zum Essen. Doch Klatsch-Rummel um Jo-Ann Ellis und ihren verheirateten Schriftstellerfreund, dessen Frau aufgrund seiner Beziehung zu Ellis einen Selbstmordversuch unternahm, kommt dazwischen. Das Essen platzt und Ellis zieht die Aufmerksamkeit vollständig auf sich. Enders wird plötzlich zur Nebenfigur, eine Beobachterin von Ellis. Auch das spätere Gespräch mit Klaus im Auto macht dies deutlich, ebenso die Proben und ein Gespräch mit Ellis, in dem Enders diese bittet, der Figur Helena etwas mehr Anteilnahme zu schenken. Doch auch Enders’ Verhalten zu ihrer neuen Assistentin hat sich geändert. Das Verhältnis ist distanzierter als zu Valentine und rein professionell. Am Tag der Premiere, wenige Minuten vor ihrem Auftritt, empfängt Enders einen jungen Regisseur, der sie für eine neue Rolle gewinnen möchte. Der geplante Film handle von mittels Gentechnik erzeugten Mutanten, die jedoch – anders als in den üblichen Science-Fiction-Filmen – humane Züge hätten. Enders schlägt Ellis für die Rolle vor, da diese moderner sei. Der Regisseur verneint, die Figur sei gerade nicht modern, sondern stehe außerhalb der Zeit und eine Welt, die sich vor allem für die Skandale einer Jo-Ann Ellis interessiere, sei ihm zuwider. Er fühle sich eher fremd in der eigenen Zeit. Ob Enders die Rolle letztlich annimmt oder ablehnt, wird nicht gezeigt. In der Endszene begibt sich Enders, zu Helena werdend, auf die Bühne und bringt sich in Position für die Anfangsszene des Stücks – rauchend und nachdenklich erwartet sie Sigrids Auftritt.

## Malojaschlange

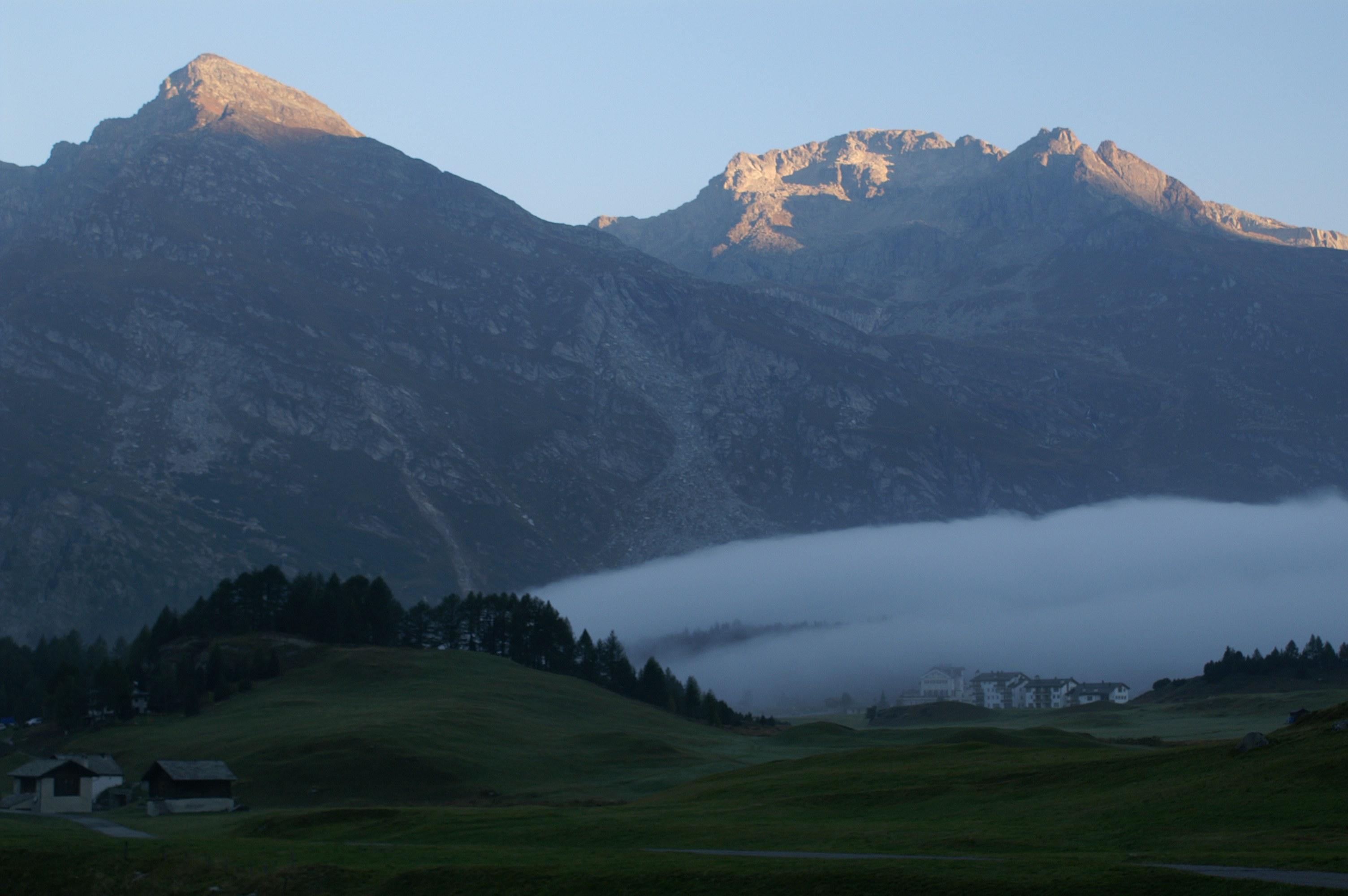
Meteorologisches Herbstphänomen in Maloja: die „Malojaschlange“

Der Titel des Theaterstücks nimmt Bezug auf den Malojawind, der vor allem im Herbst in Maloja im schweizerischen Kanton Graubünden auftritt. Durch Luftausgleichsströmungen ziehen dann Wolken schlangenartig über den Malojapass und hüllen das Tal ein, während darüber die Sonne scheinen kann. Das Wetterphänomen ist allerdings nicht so selten wie im Film anklingt. Hier sieht sich Enders in Vorbereitung auf das Stück einen alten Schwarzweißfilm an, der das Phänomen beschreibt. Hierbei handelt es sich um den Dokumentarfilm Das Wolkenphänomen von Maloja von Arnold Fanck aus dem Jahr 1924, der in einer neunminütigen Fassung erhalten ist.
Später im Film machen sich Enders und Valentine selbst auf den Weg, die Malojaschlange zu beobachten. Es ist die Szene, in der Valentine spurlos verschwindet, während Enders im Tal die „Schlechtwetterbotin“ erblickt. Dazu heißt es in der Kritik von Jan Schulz-Ojala im Tagesspiegel: „Die Schlange dunkelt das Tal ein, sie legt das Alter über die Jugend, die Gegenwart über das Vergangene, und manchmal verschlingt sie auch eine Filmfigur, löst sie mir nichts dir nichts in ihren eigenen Nebel auf.“

## Rezeption
Der Film erhielt bei seiner Premiere in Cannes überwiegend positive Reaktionen. Bei Rotten Tomatoes sind 90 % der Kritiken positiv bei insgesamt 177 Kritiken. Die durchschnittliche Bewertung beträgt 7,6/10. Bei Metacritic erhält der Film einen Metascore von 78/100 basierend auf 41 Kritiken.
Zuspruch fanden insbesondere die Darstellungen von Juliette Binoche, Kristen Stewart und Chloë Grace Moretz sowie das Drehbuch. Robbie Collin bemerkte dazu im Telegraph, der Film sei „komplex, bezaubernd und melancholisch“. Binoche spiele mit „Eleganz und melancholischer Würde“, ihre Figur gleite „zwischen Fiktion und Realität“ in einer Weise, die an ihre Rolle in Die Liebesfälscher erinnere. Im Vordergrund stünde jedoch Stewart, die ihre „wohl beste Rolle bisher“ spiele, „scharf und subtil, offensichtlich und plötzlich unnahbar“. Peter Debruge schrieb in der Variety, Die Wolken von Sils Maria sei ein „mehrschichtiger, frauenbestimmter, meta-fiktionaler Film, der alle Beteiligten, insbesondere Kristen Stewart und Chloë Grace Moretz, zu neuen Höhepunkten befördere.“
Für den film-dienst ist der Film ein „ebenso melancholischer wie ironischer Kommentar auf die digitale Moderne“. Die Beziehungen zwischen den Figuren seien dabei „ebenso vielschichtig wie die komplexen (film-)kulturellen Referenzen“. Cinema schrieb, die „intensiven Dialoge zwischen Binoche und Stewart bewegen sich mehr und mehr in einem zwiespältigen Spannungsfeld um einstudierte Textzeilen und reale Konflikte“. Assayas lote die „Grauzone zwischen Person und Rolle“ aus und erschaffe so eine „vielschichtige Charakterstudie vor der kühlen Kulisse des Schweizer Engadins“.
Gerhard Midding von epd Film resümierte, dass „Assayas’ Schauspielerinnenfilm“ eine „filigrane Verbindung zwischen Stück und Filmhandlung“ knüpfe. Es sei ein Film „für und über Juliette Binoche“, in dem die „nervöse Teilnahme, mit der Assayas einst den inneren Aufruhr von Jugendlichen filmte, [...] längst einer vibrierenden Eleganz gewichen“ sei. „Seine Neugierde“ richte „sich nun darauf, wie sich das Vergehen der Zeit auf seine Charaktere“ auswirke, „wie ihre Sehnsüchte und Beziehung erodieren“.

## Auszeichnungen
- Louis-Delluc-Preis 2014: Bester Film
- Prix Lumières 2015: Nominierung – Beste Hauptdarstellerin (Juliette Binoche)
- César 2015: Beste Nebendarstellerin (Kristen Stewart), fünf weitere Nominierungen (Film, Regie, Hauptdarstellerin – Juliette Binoche, Originaldrehbuch, Kamera)
- New York Film Critics Circle Awards 2015: Beste Nebendarstellerin (Kristen Stewart)